# ムロンゴヴォ郡
ムロンゴヴォ郡（ポーランド語: powiat mrągowski）は、北ポーランドのヴァルミア＝マズールィ県にある地方自治体。1998年のLocal Government Reorganizationの結果、1999年1月1日に誕生した。郡で最大の町はムロンゴヴォであり、オルシュティンの東54kmの所に位置する。ムロンゴヴォ郡にはほかに1つの町が存在する。
郡は1,065.23km2の面積がある。2006年の統計で、郡全体の人口が50,087人となっている。

## 近隣の郡
北部はケントシン郡、東部はギジツコ郡、南東部はピシュ郡、南部はシュチトノ郡、西部はオルシュティン郡に接している。

## 下位自治体
郡は5つの下位自治体（グミナ）に分割される。（1つの都市、1つの田園都市、3つの田舎）なお、人口順に並べてある。
| 名称                   | 種類     | 面積（km2） | 人口（2006年） | 中心地                              |
| ---------------------- | -------- | ----------- | -------------- | ----------------------------------- |
| ムロンゴヴォ           | 都市     | 14.8        | 21,772         |                                     |
| グミナ・ミコワイキ     | 田園都市 | 256.4       | 8,435          | ミコワイキ                          |
| グミナ・ピエツキ       | 田舎     | 314.6       | 7,769          | ピエツキ (ヴァルミア＝マズールィ県) |
| グミナ・ムロンゴヴォ   | 田舎     | 294.9       | 7,485          | ムロンゴヴォ *                      |
| グミナ・ソルクフィティ | 田舎     | 184.6       | 4,626          | ソルクフィティ                      |
| * グミナの一部ではない |          |             |                |                                     |

## 参照
- ポーランドの公式の人口2006